# LVTP-5
LVTP-5 (Landing Vehicle, Tracked, Personnel) – pływający transporter opancerzony konstrukcji amerykańskiej. Jego konstrukcja została oparta na doświadczeniach zdobytych w trakcie użytkowania transporterów LVT-3 i LVT-4. Z jej wyglądu widać również, że wzorowano się na transporterach opancerzonych M75 oraz M59.

## Produkcja oraz warianty

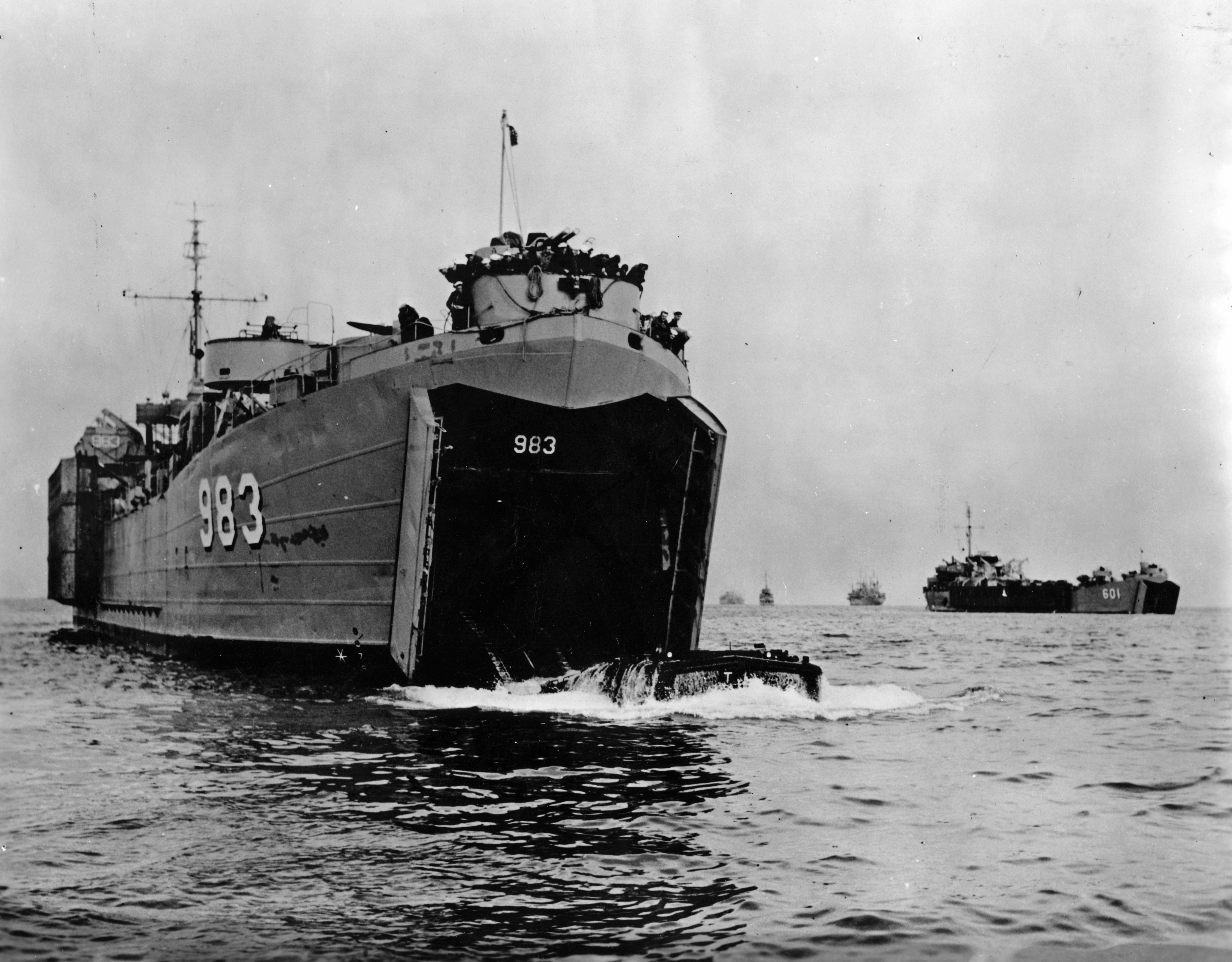
LVTP5 w momencie opuszczania okrętu desantowego LST-983

Na początku wojny koreańskiej w 1950 roku, firmy Ingersoll Division i Borg Warner rozpoczęły prace konstruktorskie nad nowym gąsienicowym transporterem desantowym, następcą amerykańskich pojazdów desantowych z okresu II wojny światowej. Produkcję seryjną tego nowego „Landing Vehicle, Tracked, Personnel” rozpoczęto w 1952 roku.  Wytwarzało je równocześnie kilka firm. Do 1957 roku dostarczono 1124 egzemplarzy. Oprócz standardowych transporterów do przewozu żołnierzy (oznaczonych jako LVTP-5) pośród wyprodukowanych pojazdów znajdowały się również wersje specjalistyczne:
- LVTR1 (Landing Vehicle, Tracked, Recovery) – wozy zabezpieczenia technicznego,
- LVTE1 (Landing Vehicle, Tracked, Engineer) – saperskie (z lemieszem z przodu),
- LVTC5 (Landing Vehicle, Tracked, Command) – wozy dowodzenia,
- LVTH6 (Landing Vehicle, Tracked, Howitzer) – pojazd wsparcia (z dwuosobową wieżą uzbrojoną w krótkolufową haubicę kalibru 105 mm),
- LVTAA-X1 (Landing Vehicle, Tracked, Anti Aircraft) – pojazd przeciwlotniczy (z wieżą uzbrojoną w podwójną armatę automatyczną M2A1 kalibru 40 mm, przeniesioną z wozu M42 Duster). Powstał tylko jeden prototyp.

Za pomocą odpowiedniego zestawu można było typowy transporter przystosować również do roli ambulansu.

## Budowa

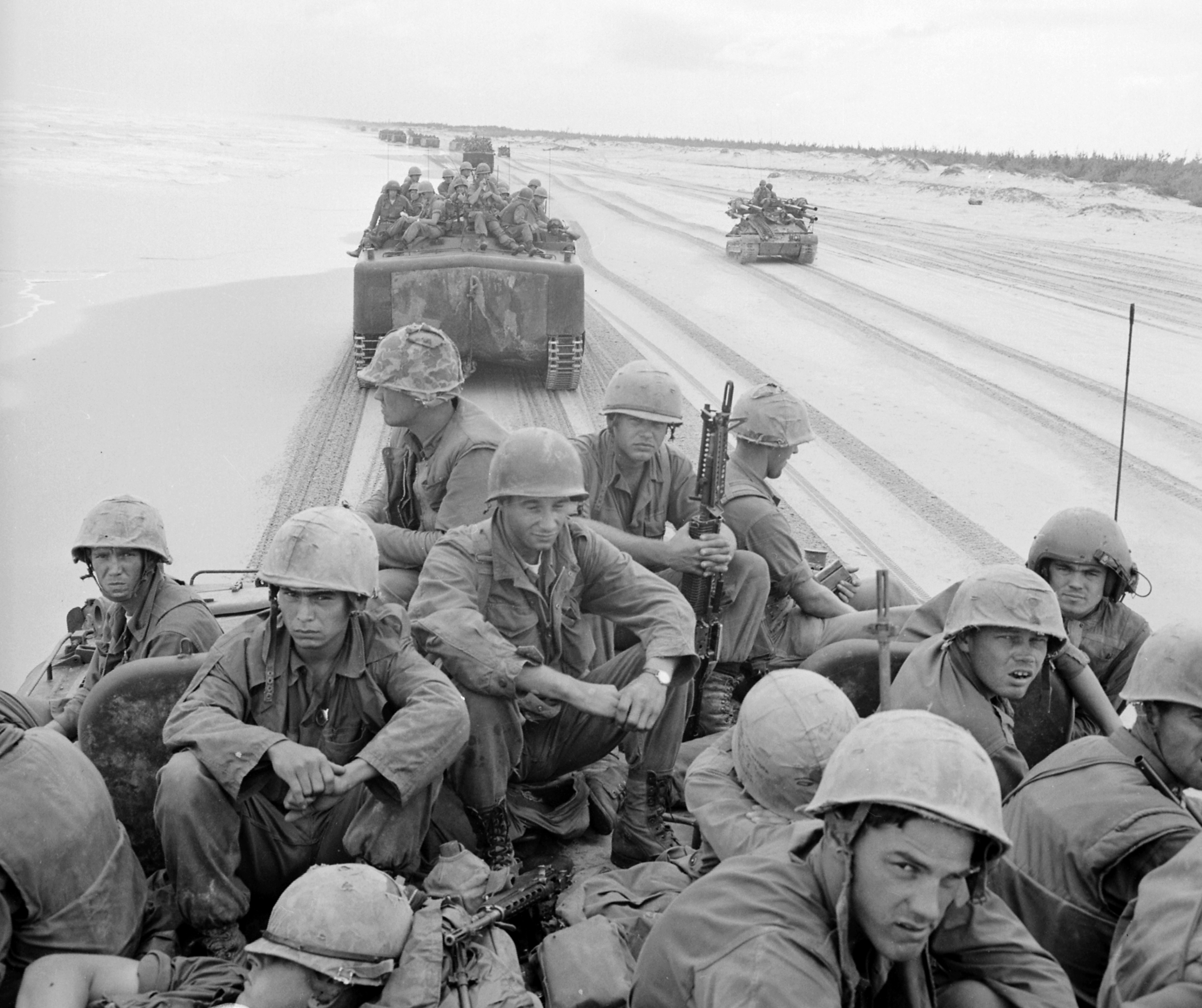
Żołnierze 3 Dywizji Marines, Wietnam (1966). W tle z prawej strony M50 Ontos.

Pękaty stalowy kadłub posiada w części przedniej opuszczaną rampę o podwójnych ściankach. Cały przód pojazdu jest mocno pochylony i uformowany w kształt litery V, co zapewnia zmniejszenie oporów wody podczas pływania. Luki kierowcy i dowódcy znajdują się bezpośrednio nad rampą, po lewej i prawej stronie. Nieco w tyle zabudowana jest w stropie obrotowa kopuła z zainstalowanym karabinem maszynowym kalibru 7,62 mm, który obsługuje trzeci członek stałej załogi. W przedziale desantowym znajdują się miejsca siedzące na czterech ławkach dla 34 żołnierzy, ale w razie konieczności można przewozić na stojąco 43 żołnierzy. Po usunięciu siedzeń pojazdu jest w stanie transportować: 5,4 tony ładunku w działaniach desantowych lub ponad 8 ton ładunku podczas działań na lądzie, 105 mm haubicę ciągnioną z pewną ilością amunicji lub samochód osobowo-terenowy. Do załadunku wykorzystuje się również duży luk dachowy. Cały zespół napędowy umieszczony został w osobnym przedziale zajmującym tył amfibii. Napęd w wodzie zapewniają gąsienice zaopatrzone w specjalne ostrogi.

## Słabe strony

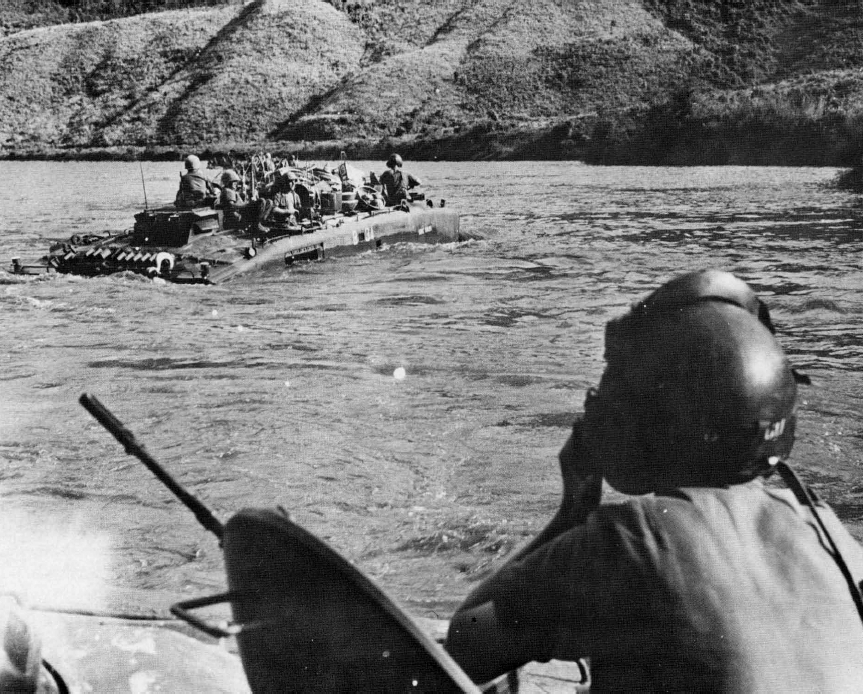
Marines przeprawiający się w LVTP5 przez rzekę Cu Đê

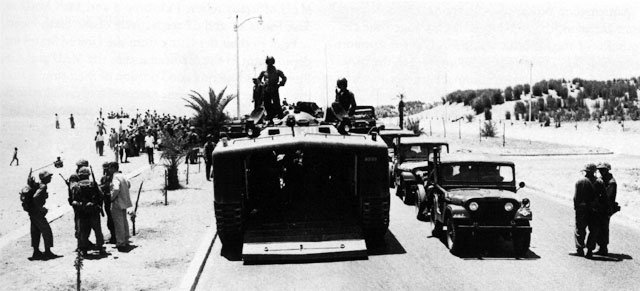
Marines w drodze do Bejrutu (16 lipca 1958}

Konstruktorzy przy opracowywaniu LVTP5 kierowali się przeznaczeniem go do operacji lądowo-morskich podczas desantów na wybrzeża. W roli transportera opancerzonego na lądzie LVTP5 nie sprawdzał się. Na nieszczęście Marines w Wietnamie wykorzystywali go głównie w takich działaniach. Już podczas lądowania w Đà Nẵng w marcu 1965 roku ujawniły się słabe strony LVTP5: z powodu niewielkiej jak na pojazd desantowy prędkości oraz dużej sylwetki stawał się w wodzie idealnym celem. Również umieszczona z przodu rampa, otwierająca się w kierunku oczekującego wroga, stwarzała duże zagrożenie dla desantu. Intensywne użytkowanie stwarzało dodatkowe problemy techniczne, koła nośne szybko ulegały zużyciu a przekładnia wymagała ciągłego doglądania i napraw. Za szczególnie niefortunne można uznać wbudowanie zbiorników z łatwopalną benzyną w dno kadłuba. Mimo możliwości trafienia przez snajpera marines często wybierali jazdę na prowizorycznie zabezpieczonym workami z piaskiem dachu pojazdu, gdzie mogli przeżyć, gdyż już wybuch miny przeciwpiechotnej wypełniał ogniem wnętrze pojazdu. Z powodu tych wszystkich wad w 1971 roku LVTP5 w amerykańskiej piechocie morskiej został zastąpiony nowszym wozem oznaczonym LVTP7 (AAV7).
Jednak pojazdy te są nadal eksploatowane w Chile, na Filipinach oraz na Tajwanie (ponad 350 sztuk). Tajwańskie LVTP5A1 zostały zmodernizowane poprzez wymianę silnika na bardziej ekonomiczny wysokoprężny o mocy 552 kW i zmianę układu paliwowego.